# Fotbollsallsvenskan 2021
Fotbollsallsvenskan 2021 var den 97:e säsongen av Allsvenskan sedan starten 1924 och är Sveriges högsta division i fotboll 2021. Malmö FF blev svenska mästare i den sista omgången, vilket var klubbens 22:a SM-titel.

## Förlopp
Den 22 december 2020 meddelade Svenska Fotbollförbundet att de första matcherna spelas helgen den 10–11 april 2021, och serien avslutas söndagen den 5 december samma år. Mats Enquist, Generalsekreterare hos Svensk Elitfotboll, meddelade samma dag i en kommentar till Fotbollskanalen att man planerat spela åtta av omgångar före EM 2020 och 22 efter.
Den 14 januari 2021 stod spelordningen och spelschemat klart. Anledningen till att det inte är ett normalt schema är på grund av pandemin som gjort att det under 2020 endast var 300 supportrar på läktaren under hela säsongen. När man nu planerar säsongsinledning är det i förhoppning att återigen kunna släppa in publik till matcherna.
Publikrestriktionerna lättades upp per den 1 juni, och återigen den 1 juli, vilket kunde tillämpas efter sommaruppehållet. Lättnaderna innebar att en publik på 3 000 sittande åskådare "per sektion" tilläts. Hur detta tillämpades berodde på arenornas storlek och utformning. Restriktionerna lättades ytterligare, och deltagartaken togs bort, per den 29 september.

### Uppmärksammade spelarförändringar
Detta är inte en komplett lista över spelarförändringar. Endast ett urval uppmärksammade fall har tagits med.
- I mars meddelade IFK Göteborg att Marek Hamsik har skrivit på ett korttidsavtal fram till sommaren, för att hålla sig i form inför EM.[12] Hamsik tillhörde IFK fram till sommaruppehållet, och gick den 1 juli till Trabzonspor.[13]
- Marcus Berg återvände till IFK Göteborg under sommaren, efter 14 år i utländska klubbar.[14]
- AIK:s lagkapten Henok Goitom avslutade sin karriär efter säsongen. I sin avslutningsmatch gjorde han sitt 100:e mål för klubben på övertid.[15]

## Lag
15 lag hade per den 9 december 2020 kvalificerat sig för spel i Allsvenskan 2021 efter resultat från Allsvenskan 2020 och Superettan 2020. Den 13 december 2020 säkrade Kalmar FF för andra året i rad sitt allsvenska kontrakt via kvalspel, den här gången mot Jönköpings Södra efter 3–1 borta och 1–0 hemma, totalt 4–1 och blev därmed klara för sin 18 raka säsong i Allsvenskan sedan återkomsten 2004.

### Städer och arenor
| Lag            | Län             | Ort        | Arena                | Underlag   | Kapacitet | Kapacitet | Placering 2020 |
| -------------- | --------------- | ---------- | -------------------- | ---------- | --------- | --------- | -------------- |
| AIK            | Stockholm       | Stockholm  | Friends Arena        | Gräs       | 50 000    | [ 19 ]    | 9              |
| BK Häcken      | Västra Götaland | Göteborg   | Bravida Arena        | Konstgräs  | 6 250     | [ 20 ]    | 3              |
| Degerfors IF   | Örebro          | Degerfors  | Stora Valla          | Gräs       | 7 500     | [ 21 ]    | 2 (S1)         |
| Djurgårdens IF | Stockholm       | Stockholm  | Tele2 Arena          | Konstgräs  | 30 000    | [ 22 ]    | 4              |
| Halmstads BK   | Halland         | Halmstad   | Örjans vall          | Gräs       | 11 100    | [ 23 ]    | 1 (S1)         |
| Hammarby IF    | Stockholm       | Stockholm  | Tele2 Arena          | Konstgräs  | 30 000    | [ 22 ]    | 8              |
| IF Elfsborg    | Västra Götaland | Borås      | Borås Arena          | Konstgräs  | 16 200    | [ 24 ]    | 2              |
| IFK Göteborg   | Västra Götaland | Göteborg   | Gamla Ullevi         | Hybridgräs | 18 416    | [ 25 ]    | 12             |
| IFK Norrköping | Östergötland    | Norrköping | Platinumcars Arena   | Konstgräs  | 16 000    | [ 26 ]    | 6              |
| IK Sirius      | Uppsala         | Uppsala    | Studenternas IP      | Konstgräs  | 10 250    | [ 27 ]    | 10             |
| Kalmar FF      | Kalmar          | Kalmar     | Guldfågeln Arena     | Hybridgräs | 12 182    | [ 28 ]    | 14             |
| Malmö FF       | Skåne           | Malmö      | Eleda Stadion        | Hybridgräs | 22 500    | [ 29 ]    | 1              |
| Mjällby AIF    | Blekinge        | Hällevik   | Strandvallen         | Gräs       | 7 000     | [ 30 ]    | 5              |
| Varbergs BoIS  | Halland         | Varberg    | Varberg Energi Arena | Gräs       | 4 500     | [ 31 ]    | 11             |
| Örebro SK      | Örebro          | Örebro     | Behrn Arena          | Konstgräs  | 12 645    | [ 32 ]    | 7              |
| Östersunds FK  | Jämtland        | Östersund  | Jämtkraft Arena      | Konstgräs  | 8 466     | [ 33 ]    | 13             |

### Tränare och matchställ
| Lag            | Tränare            | Lagkapten           | Tillverkare av matchställ | Tröjsponsor         |
| -------------- | ------------------ | ------------------- | ------------------------- | ------------------- |
| AIK            | Bartosz Grzelak    | Henok Goitom        | Nike                      | Notar               |
| BK Häcken      | Per-Mathias Høgmo  | Rasmus Lindgren     | Puma                      | BRA                 |
| Degerfors IF   | Andreas Holmberg   | Oliver Ekroth       | Umbro                     | Olika               |
| Degerfors IF   | Tobias Solberg     | Oliver Ekroth       | Umbro                     | Olika               |
| Djurgårdens IF | Kim Bergstrand     | Magnus Eriksson     | Adidas                    | Prioritet finans    |
| Djurgårdens IF | Thomas Lagerlöf    | Magnus Eriksson     | Adidas                    | Prioritet finans    |
| Halmstads BK   | Magnus Haglund     | Andreas Johansson   | Puma                      | Olika               |
| Hammarby IF    | Milos Milojevic    | Darijan Bojanić     | Craft                     | Huski Chocolate     |
| IF Elfsborg    | Jimmy Thelin       | Johan Larsson       | Umbro                     | Sparbanken Sjuhärad |
| IFK Göteborg   | Mikael Stahre      | Marcus Berg         | Craft                     | Serneke             |
| IFK Norrköping | Rikard Norling     | Christoffer Nyman   | Nike                      | Holmen              |
| IK Sirius      | Daniel Bäckström   | Tim Björkström      | Select                    | Olika               |
| Kalmar FF      | Henrik Rydström    | Erik Israelsson     | Select                    | Hjältevadshus       |
| Malmö FF       | Jon Dahl Tomasson  | Anders Christiansen | Puma                      | Volkswagen          |
| Mjällby AIF    | Anders Torstensson | David Löfquist      | Puma                      | Olika               |
| Varbergs BoIS  | Joakim Persson     | Jon Birkfeldt       | Craft                     | Olika               |
| Örebro SK      | Marcus Lantz       | Nordin Gerzić       | Select                    | Behrn Fastigheter   |
| Östersunds FK  | Per Joar Hansen    | Aly Keita           | Adidas                    | Volkswagen          |

### Tränarförändringar
| Lag            | Utgående tränare  | Anledning                   | Datum            | Position i tabellen | Inkommande tränare | Datum            |
| -------------- | ----------------- | --------------------------- | ---------------- | ------------------- | ------------------ | ---------------- |
| Mjällby AIF    | Marcus Lantz      | Slut på kontraktet          | 6 december 2020. | Försäsong           | Christian Järdler  | 20 december 2020 |
| IK Sirius      | Henrik Rydström   | Avgick                      | 6 december 2020  | Försäsong           | Daniel Bäckström   | 14 december 2020 |
| Kalmar FF      | Nanne Bergstrand  | Slut på kontraktet          | 15 december 2020 | Försäsong           | Henrik Rydström    | 29 december 2020 |
| IFK Norrköping | Jens Gustafsson   | Ömsesidigt beslut           | 19 december 2020 | Försäsong           | Rikard Norling     | 23 december 2020 |
| BK Häcken      | Andreas Alm       | Värvad av Odense BK         | 1 juni 2021      | 16:e                | Per-Mathias Høgmo  | 12 juni 2021     |
| Örebro SK      | Axel Kjäll        | Befordrad till fotbollschef | 25 maj 2021      | 15:e                | Vítor Gazimba      | 2 juni 2021      |
| IFK Göteborg   | Roland Nilsson    | Avskedad                    | 2 juni 2021      | 10:e                | Mikael Stahre      | 2 juni 2021      |
| Hammarby IF    | Stefan Billborn   | Avskedad                    | 11 juni 2021     | 8:e                 | Milos Milojevic    | 13 juni 2021     |
| Mjällby AIF    | Christian Järdler | Avskedad                    | 3 augusti 2021   | 15:e                | Anders Torstensson | 3 augusti 2021   |
| Östersunds FK  | Amir Azrafshan    | Avskedad                    | 2 september 2021 | 16:e                | Per Joar Hansen    | 2 september 2021 |
| Örebro SK      | Vítor Gazimba     | Avskedad                    | 7 oktober 2021   | 15:e                | Marcus Lantz       | 7 oktober 2021   |

## Tabeller

### Poängtabell
| Nr | Lag              | S  | V  | O  | F  | GM | IM | MS  | P  |
| -- | ---------------- | -- | -- | -- | -- | -- | -- | --- | -- |
| 1  | Malmö FF (RM)    | 30 | 17 | 8  | 5  | 58 | 30 | +28 | 59 |
| 2  | AIK              | 30 | 18 | 5  | 7  | 45 | 25 | +20 | 59 |
| 3  | Djurgårdens IF   | 30 | 17 | 6  | 7  | 46 | 30 | +16 | 57 |
| 4  | IF Elfsborg      | 30 | 17 | 4  | 9  | 51 | 35 | +16 | 55 |
| 5  | Hammarby IF      | 30 | 15 | 8  | 7  | 54 | 41 | +13 | 53 |
| 6  | Kalmar FF        | 30 | 13 | 8  | 9  | 41 | 39 | +2  | 47 |
| 7  | IFK Norrköping   | 30 | 13 | 5  | 12 | 45 | 41 | +4  | 44 |
| 8  | IFK Göteborg     | 30 | 11 | 8  | 11 | 42 | 39 | +3  | 41 |
| 9  | Mjällby AIF      | 30 | 9  | 11 | 10 | 34 | 27 | +7  | 38 |
| 10 | Varbergs BoIS    | 30 | 9  | 10 | 11 | 35 | 38 | −3  | 37 |
| 11 | IK Sirius        | 30 | 10 | 7  | 13 | 39 | 53 | −14 | 37 |
| 12 | BK Häcken        | 30 | 9  | 9  | 12 | 46 | 46 | 0   | 36 |
| 13 | Degerfors IF (U) | 30 | 10 | 4  | 16 | 34 | 51 | −17 | 34 |
| 14 | Halmstads BK (U) | 30 | 6  | 14 | 10 | 21 | 26 | −5  | 32 |
| 15 | Örebro SK        | 30 | 4  | 6  | 20 | 23 | 58 | −35 | 18 |
| 16 | Östersunds FK    | 30 | 3  | 5  | 22 | 24 | 59 | −35 | 14 |

### Resultattabell
| Hemma \ Borta  | AIK | BKH | DEG | DJU | HBK | HIF | IFE | IFKG | IFKN | IKS | KFF | MFF | MAIF | VAR | ÖSK | ÖFK |
| AIK            | —   | 2–1 | 2–0 | 1–0 | 1–0 | 2–0 | 1–0 | 3–1  | 1–0  | 4–2 | 2–0 | 1–1 | 2–2  | 2–1 | 2–0 | 3–0 |
| BK Häcken      | 2–1 | —   | 2–0 | 0–1 | 2–3 | 1–1 | 1–1 | 3–2  | 5–0  | 1–2 | 1–4 | 1–2 | 0–0  | 3–1 | 2–3 | 5–0 |
| Degerfors IF   | 2–1 | 3–0 | —   | 2–0 | 2–1 | 1–4 | 1–2 | 0–1  | 4–1  | 1–2 | 0–1 | 0–5 | 0–2  | 1–1 | 3–0 | 3–1 |
| Djurgårdens IF | 1–4 | 2–1 | 3–2 | —   | 1–0 | 4–1 | 0–3 | 0–0  | 1–0  | 5–1 | 3–2 | 3–1 | 0–0  | 2–3 | 3–0 | 2–0 |
| Halmstads BK   | 1–0 | 1–0 | 0–0 | 0–0 | —   | 0–0 | 0–1 | 1–1  | 2–1  | 1–1 | 0–1 | 0–0 | 1–1  | 1–1 | 1–1 | 1–1 |
| Hammarby IF    | 1–0 | 1–1 | 5–1 | 2–2 | 1–1 | —   | 0–2 | 3–0  | 2–1  | 3–2 | 5–3 | 2–1 | 2–0  | 1–0 | 3–2 | 4–3 |
| IF Elfsborg    | 2–4 | 4–2 | 3–0 | 0–2 | 2–3 | 2–2 | —   | 1–0  | 1–0  | 3–0 | 2–2 | 0–1 | 1–0  | 0–0 | 2–1 | 3–0 |
| IFK Göteborg   | 2–0 | 1–1 | 2–3 | 3–0 | 2–0 | 0–0 | 0–1 | —    | 1–2  | 2–2 | 0–2 | 0–2 | 3–2  | 1–2 | 2–0 | 4–0 |
| IFK Norrköping | 2–0 | 0–1 | 1–1 | 1–1 | 2–1 | 3–1 | 3–2 | 1–2  | —    | 1–1 | 1–2 | 3–2 | 2–2  | 2–1 | 3–0 | 3–0 |
| IK Sirius      | 0–1 | 3–0 | 2–0 | 1–0 | 1–0 | 0–1 | 0–2 | 3–3  | 2–4  | —   | 1–1 | 2–3 | 2–1  | 2–1 | 1–2 | 1–0 |
| Kalmar FF      | 1–1 | 2–3 | 4–1 | 0–1 | 1–1 | 2–1 | 0–3 | 0–0  | 1–0  | 3–1 | —   | 0–1 | 1–0  | 2–2 | 1–0 | 0–0 |
| Malmö FF       | 1–0 | 2–2 | 3–0 | 1–1 | 0–0 | 3–2 | 2–1 | 2–3  | 1–1  | 4–0 | 3–1 | —   | 0–1  | 3–2 | 5–1 | 1–1 |
| Mjällby AIF    | 0–0 | 1–1 | 1–0 | 0–1 | 0–0 | 2–0 | 4–0 | 1–3  | 0–1  | 2–3 | 4–0 | 0–2 | —    | 0–0 | 0–0 | 1–0 |
| Varbergs BoIS  | 0–1 | 1–1 | 0–0 | 1–3 | 1–0 | 1–3 | 1–3 | 2–0  | 2–1  | 0–0 | 1–1 | 1–1 | 0–3  | —   | 1–0 | 3–0 |
| Örebro SK      | 1–1 | 1–2 | 1–2 | 0–1 | 1–0 | 0–2 | 2–3 | 0–0  | 0–3  | 1–1 | 1–2 | 1–2 | 2–2  | 0–3 | —   | 2–0 |
| Östersunds FK  | 1–2 | 1–1 | 0–1 | 0–3 | 0–1 | 1–1 | 3–1 | 2–3  | 1–2  | 3–0 | 0–1 | 0–3 | 0–2  | 1–2 | 5–0 | —   |

## Kval till Allsvenskan 2022
| 1           | 11 december 2021 | Helsingborgs IF | 0 – 1           | Halmstads BK   | Olympia                                          |                                                  |
| 15:00 UTC+1 | 15:00 UTC+1      |                 | (0 – 1) Rapport | 7′ Sadat Karim | Helsingborg Publik: 8 108 Domare: Andreas Ekberg | Helsingborg Publik: 8 108 Domare: Andreas Ekberg |
| 15:00 UTC+1 | 15:00 UTC+1      |                 |                 |                | Helsingborg Publik: 8 108 Domare: Andreas Ekberg | Helsingborg Publik: 8 108 Domare: Andreas Ekberg |
| 15:00 UTC+1 | 15:00 UTC+1      |                 |                 |                | Helsingborg Publik: 8 108 Domare: Andreas Ekberg | Helsingborg Publik: 8 108 Domare: Andreas Ekberg |

| 2           | 14 december 2021 | Halmstads BK     | 1 – 3           | Helsingborgs IF                                                    | Örjans vall                                 |                                             |
| 19:00 UTC+1 | 19:00 UTC+1      | Samuel Kroon 39′ | (1 – 1) Rapport | 32′ Wilhelm Loeper 84′ Anthony van den Hurk 90′ Rasmus Karjalainen | Halmstad Publik: 6 385 Domare: Glenn Nyberg | Halmstad Publik: 6 385 Domare: Glenn Nyberg |
| 19:00 UTC+1 | 19:00 UTC+1      |                  |                 |                                                                    | Halmstad Publik: 6 385 Domare: Glenn Nyberg | Halmstad Publik: 6 385 Domare: Glenn Nyberg |
| 19:00 UTC+1 | 19:00 UTC+1      |                  |                 |                                                                    | Halmstad Publik: 6 385 Domare: Glenn Nyberg | Halmstad Publik: 6 385 Domare: Glenn Nyberg |

Helsingborgs IF till Allsvenskan med det ackumulerade slutresultatet 3–2.

## Statistik
| Rank | Spelare              | Lag            | Mål |
| ---- | -------------------- | -------------- | --- |
| 1    | Samuel Adegbenro     | IFK Norrköping | 17  |
| 2    | Antonio Čolak        | Malmö FF       | 14  |
| 2    | Victor Edvardsen     | Degerfors IF   | 14  |
| 4    | Christian Kouakou    | IK Sirius      | 12  |
| 4    | Nicolás Stefanelli   | AIK            | 12  |
| 4    | Oliver Berg          | Kalmar FF      | 12  |
| 7    | Alexander Jeremejeff | BK Häcken      | 11  |
| 7    | Gustav Ludwigson     | Hammarby IF    | 11  |
| 9    | Blair Turgott        | Östersunds FK  | 10  |
| 9    | Marcus Berg          | IFK Göteborg   | 10  |
| 9    | Nabil Bahoui         | AIK            | 10  |

| Rank | Spelare             | Lag            | Assist |
| ---- | ------------------- | -------------- | ------ |
| 1    | Magnus Eriksson     | Djurgårdens IF | 13     |
| 2    | Anders Christiansen | Malmö FF       | 9      |
| 2    | Jonathan Ring       | Kalmar FF      | 9      |
| 4    | Astrit Selmani      | Hammarby IF    | 7      |
| 4    | Jo Inge Berget      | Malmö FF       | 7      |
| 4    | Jonathan Levi       | IFK Norrköping | 7      |
| 4    | Mohanad Jeahze      | Hammarby IF    | 7      |
| 4    | Patrik Wålemark     | BK Häcken      | 7      |
| 4    | Per Frick           | IF Elfsborg    | 7      |
| 4    | Sebastian Larsson   | AIK            | 7      |
| 4    | Tobias Sana         | IFK Göteborg   | 7      |

### Hattricks
I nedanstående lista avses med hattrick att en spelare har gjort tre mål under samma match.
| Spelare             | För           | Mot         | Resultat | Datum             |
| ------------------- | ------------- | ----------- | -------- | ----------------- |
| Blair Turgott       | Östersunds FK | Örebro SK   | 5–0      | 18 april 2021     |
| Victor Edvardsen    | Degerfors IF  | Örebro SK   | 3–0      | 18 maj 2021       |
| Blair Turgott       | Östersunds FK | IF Elfsborg | 3–1      | 19 september 2021 |
| Astrit Selmani4 mål | Hammarby IF   | Kalmar FF   | 5–3      | 4 december 2021   |

### Topphastighet, löpmeter och antal avslut
Efter avslutad säsong presenterade Unibet topplistor för topphastighet, antal löpmeter och antal avslut för individuella spelare.
| Topp- hastighet | Spelare              | Lag        |
| --------------- | -------------------- | ---------- |
| 34,24 km/h      | Amin Sarr            | Mjällby    |
| 34,06 km/h      | Viktor Agardius      | Norrköping |
| 34,05 km/h      | Gideon Mensah        | Varberg    |
| 34,04 km/h      | Patrik Wålemark      | Häcken     |
| 34,03 km/h      | Jean Carlos de Brito | Varberg    |
| 34,03 km/h      | Luke Le Roux         | Varberg    |
| 34,02 km/h      | Zachary Elbouzedi    | AIK        |
| 33,97 km/h      | Adam Ståhl           | Sirius     |
| 33,92 km/h      | Emil Tot Wikström    | Halmstad   |
| 33,91 km/h      | Erick Otieno         | AIK        |

| Löp- sträcka | Spelare            | Lag        |
| ------------ | ------------------ | ---------- |
| 312,6 km     | Oliver Berg        | Kalmar     |
| 309,1 km     | Carl Gustafsson    | Kalmar     |
| 298,2 km     | Magnus Eriksson    | Djurgården |
| 297,4 km     | Romario            | Kalmar     |
| 296,6 km     | Joel Allansson     | Halmstad   |
| 293,0 km     | Bilal Hussein      | AIK        |
| 292,8 km     | Joakim Lindner     | Varberg    |
| 291,3 km     | Alexander Fransson | Norrköping |
| 289,1 km     | Amir Al-Ammari     | Halmstad   |
| 288,8 km     | Andreas Bengtsson  | Halmstad   |

| Avslut på mål | Spelare              | Lag        |
| ------------- | -------------------- | ---------- |
| 50            | Antonio Čolak        | Malmö      |
| 43            | Samuel Adegbenro     | Norrköping |
| 42            | Alexander Jeremejeff | Häcken     |
| 35            | Victor Edvardsen     | Degerfors  |
| 34            | Veljko Birmančević   | Malmö      |
| 34            | Nabil Bahoui         | AIK        |
| 32            | Patrik Wålemark      | Häcken     |
| 32            | Marcus Antonsson     | Halmstad   |
| 32            | Christian Kouakou    | Sirius     |
| 30            | Jonathan Ring        | Kalmar     |
| 30            | Jacob Bergström      | Mjällby    |